# Microdalyellia armigera
Microdalyellia armigera är en plattmaskart som först beskrevs av Schmidt 1861.  Microdalyellia armigera ingår i släktet Microdalyellia, och familjen Dalyelliidae. Arten är reproducerande i Sverige.